# 安哈尔特-米林根
安哈爾特-米林根親王國（德語：Fürstentum Anhalt-Mühlingen）位於現今德國的薩克森-安哈爾特州，是1667年至1714年間神聖羅馬帝國的其中一個親王國，首府位於大米林根。1667年安哈爾特-采爾布斯特親王約翰六世去世後，其三位兒子瓜分其領地，其中第四子安東·金特以位於大米林根的米林根城堡為中心，建立了安哈爾特-米林根分支，同時並存的還有安哈爾特-采爾布斯特（長系）與同為新建立的安哈爾特-多恩堡分支。安東是親王國的唯一統治者。1714年，安東去世後，由於沒有合法的男性繼承人，親王國又回歸到安哈爾特-采爾布斯特親王國。

## 安哈爾特-米林根親王（1667年–1714年）
- 安東·金特（英语：Anthony Günther, Prince of Anhalt-Zerbst） 1667年–1714年

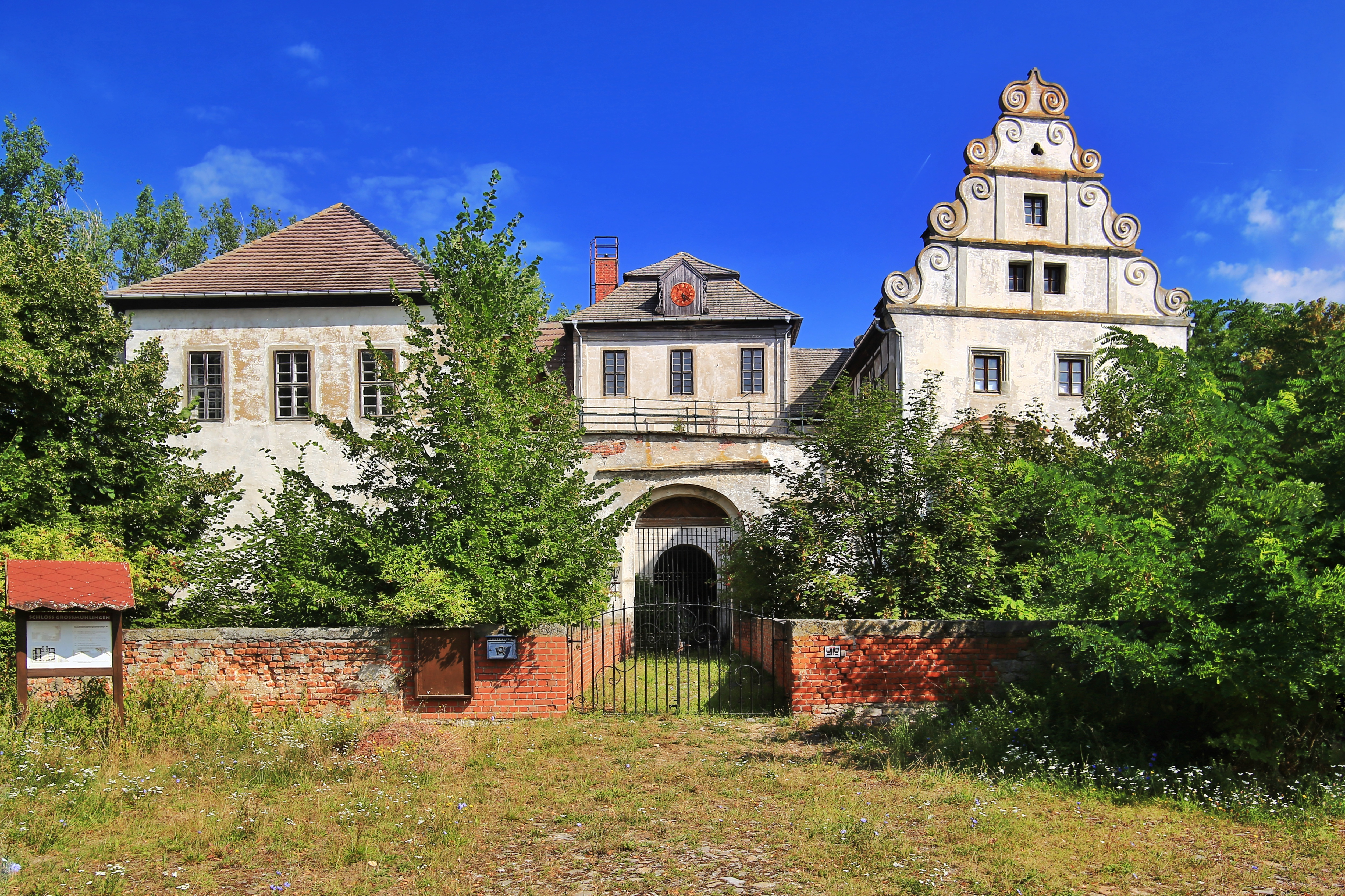
米林根城堡

1714年重新併入安哈爾特-采爾布斯特。